# Lisa Hauser
Lisa Theresa Hauser (* 16. Dezember 1993 in Kitzbühel) ist eine österreichische Biathletin und ehemalige Skilangläuferin. Mit einer Gold- und drei Silbermedaillen bei Weltmeisterschaften sowie sieben Weltcupsiegen ist sie die bisher erfolgreichste österreichische Biathletin.

## Sportliche Karriere
Lisa Hauser lebt in Reith und startet für den SC Kitzbühel. Sie absolvierte die Matura am Skigymnasium Saalfelden und gehört dem A-Kader des Österreichischen Skiverbandes an. Hauser ist aktive Heeressportlerin des Heeressportzentrums des Österreichischen Bundesheers, dort trägt sie derzeit den Dienstgrad Zugsführer.

### Anfänge im Langlauf (2008 bis 2011)
Seit Dezember 2008 war sie zunächst bei internationalen Rennen im Skilanglauf aktiv, hier in erster Linie bei Rennen des Alpencups, Junioren- und FIS-Rennen, ohne bis zu ihrem letzten Rennen 2011 herausragende Resultate zu erreichen. Zur Saison 2009/10 rückte sie in den Skilanglauf-C-Kader des ÖSV auf. 2010 und 2011 nahm sie an den Österreichischen Meisterschaften teil und verpasste 2011 in St. Jakob im Klassik-Sprint als Viertplatzierte knapp eine Medaille. Höhepunkt als Skilangläuferin wurde die Teilnahme am European Youth Olympic Festival 2011 in Liberec. Über 7,5 Kilometer Klassisch wurde Hauser 43., im Klassik-Sprint 20. sowie über 5 Kilometer Freistil 26.

### Wechsel zum Biathlon und Olympiateilnahme (2011 bis 2015)
Zur Saison 2011/12 wechselte Lisa Hauser zum Biathlonsport. Ihr internationales Debüt gab sie bei den Juniorinnenrennen der Europameisterschaften 2012 in Osrblie, wo sie 18. des Sprints und 21. der Verfolgung wurde sowie mit Christina Rieder, Alexander Jakob und Peter Brunner als Viertplatzierte mit der Mixed-Staffel knapp eine Medaille verpasste. Es folgten die Juniorenweltmeisterschaften 2012 in Kontiolahti, bei denen Hauser Elfte des Einzels und 15. der Verfolgung wurde. Im Sprint gewann sie zuvor hinter Hilde Fenne und Nija Dimitrowa die Bronzemedaille, ebenso mit Christina Rieder und Julia Reisinger im Staffelrennen. Gegen Ende der Saison bestritt sie in Altenberg ihre ersten Rennen im IBU-Cup dieses Winters. Für die folgende Saison wurde sie in den Biathlon-B-Kader des ÖSV aufgenommen. Bei den Österreichischen Meisterschaften im Biathlon 2012 gewann Hauser mit Magdalena Millinger und Magdalena Fankhauser als Vertretung Tirols den Titel mit der Staffel.
Im nächsten Winter ging sie weiterhin verstärkt im IBU-Cup 2012/13 an den Start. Ihr erstes Weltcuprennen bestritt sie ebenfalls im Winter 2012/13, als sie gemeinsam mit Romana Schrempf, Iris Schwabl und Katharina Innerhofer für das Staffelrennen im heimischen Hochfilzen aufgestellt wurde. Es folgten weitere Staffeleinsätze im Weltcup in Ruhpolding, Antholz und bei den Biathlon-Weltmeisterschaften 2013 in Nové Město na Moravě. Bei den Titelkämpfen belegte die überrundete österreichische Staffel den 19. Platz. Zudem gewann sie bei den Juniorenweltmeisterschaften in Obertilliach dank guter Schieß- und Laufleistungen im Einzelwettkampf hinter Laura Dahlmeier die Silbermedaille, im Sprint hinter Laura Dahlmeier und Olga Podtschufarowa die Bronzemedaille. Im Verfolgungsrennen fiel sie auf Rang sieben zurück. Mit Christina Rieder und Fabienne Hartweger wurde sie im Staffelrennen achte. Bei den Österreichischen Meisterschaften im Biathlon 2013 wurde sie mit Magdalena Fankhauser und Susanna Kurzthaler hinter der Vertretung der Steiermark Vizemeisterin und holte sich Gold im Sprint und in der Verfolgung.
In der folgenden Saison startete sie sowohl im IBU-Cup 2013/14 als auch im Biathlon-Weltcup 2013/14. In ihrem ersten Einzelrennen im Weltcup, dem Sprint in Annecy-Le Grand-Bornand, landete sie als 33. auf Anhieb in den Punkterängen. In den meisten anderen Einzelrennen erhielt sie ebenfalls Weltcuppunkte. Sie nahm an den Olympischen Winterspielen 2014 in Sotschi teil, die österreichische Damenmannschaft blieb jedoch ohne Medaillen. Hauser nahm außerdem an den Biathlon-Juniorenweltmeisterschaften 2014 in Presque Isle teil und gewann die Silbermedaille im Einzelwettkampf und die Bronzemedaille mit der Damenstaffel.
Ab der Saison 2014/15 startete Lisa Hauser ausschließlich im Weltcup und erreichte in fast jedem Rennen die Punkteränge. Grundlage für ihre Ergebnisse waren in erster Linie ihre schnellen und sicheren Schießeinlagen, läuferisch war sie zu diesem Zeitpunkt noch nicht in der Lage, mit der Weltspitze mitzuhalten. Im März 2015 nahm sie an den Weltmeisterschaften im finnischen Kontiolahti teil.

### Erste Podiumsplatzierungen und erster Sieg im Weltcup (2015 bis 2019)

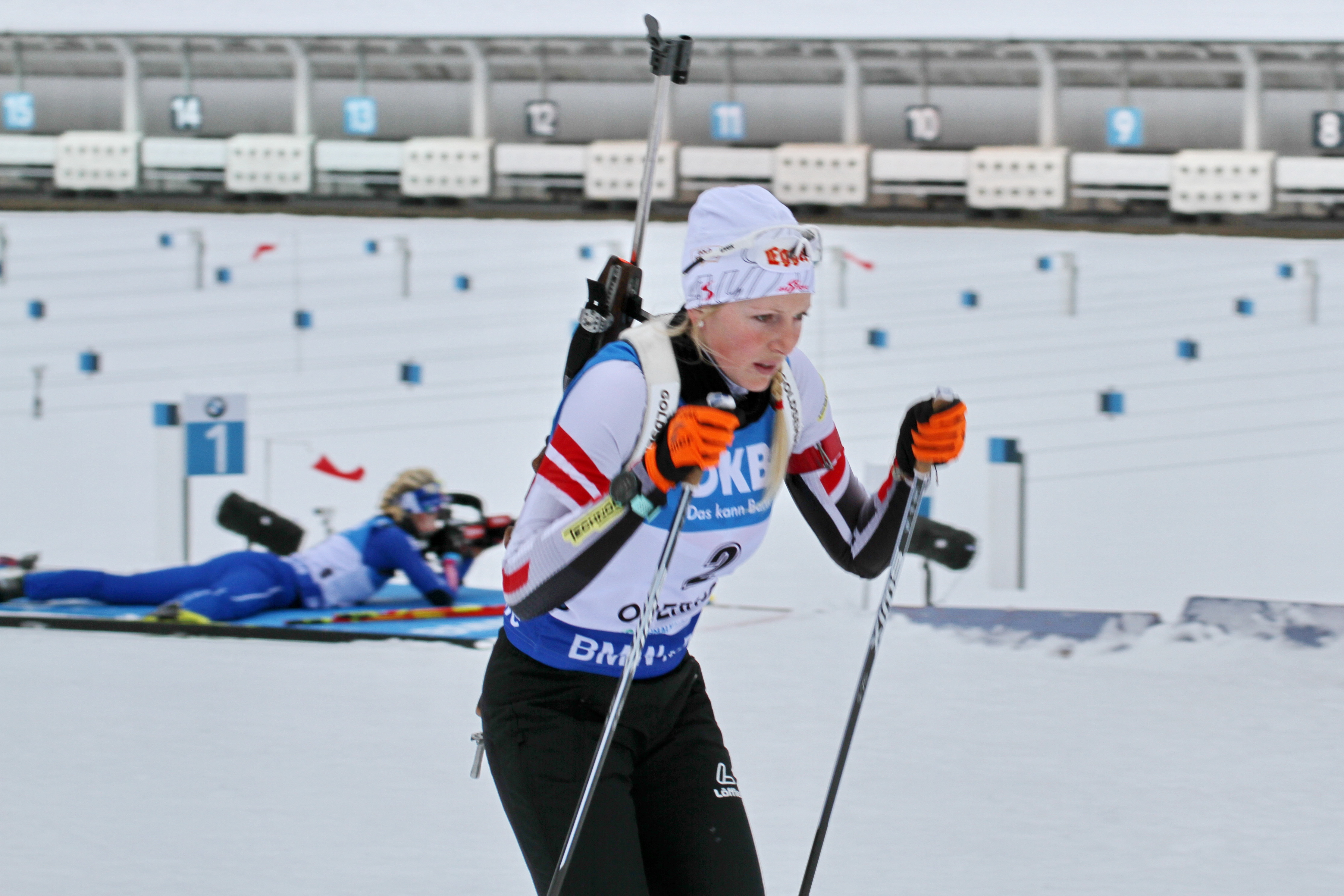
Hauser im Jänner 2018 in Oberhof

Im Winter 2015/16 konnte Lisa Hauser ihre Leistungen deutlich steigern. Sie platzierte sich in mehr als der Hälfte aller Einzelrennen innerhalb der besten 20 Athletinnen, darunter waren auch zwei Top-10-Platzierungen. Das beste Saisonergebnis und auch ihre erste Podiumsplatzierung in einem Weltcuprennen erreichte sie in der Single-Mixed-Staffel im kanadischen Canmore, als sie gemeinsam mit Simon Eder den zweiten Platz erreichte. Am Ende der Saison belegte sie Rang 15 im Gesamtweltcup.
In der Vorbereitung auf die nächste Saison trainierte sie in der „Biathlonschmiede“ gemeinsam u. a. mit Simon Eder, Julia Schwaiger und Dunja Zdouc, betreut wurden diese Athleten von Eders Vater, Alfred Eder, sowie Sandra Flunger. Grund für die Gründung einer vom ÖSV unabhängigen Trainingsgruppe war unter anderem die Tatsache, dass mit dem Norweger Vegard Bitnes im Sommer vor der Heim-WM ein neuer Trainer verpflichtet wurde und die langjährige Trainerin von Hauser und mehreren österreichischen Biathletinnen, Sandra Flunger, nicht mehr berücksichtigt wurde. Im ersten Rennen der Saison, der Single-Mixed-Staffel im schwedischen Östersund belegte sie erneut gemeinsam mit Simon Eder den zweiten Platz. Bis zum Jahreswechsel erreichte sie in mehr als der Hälfte aller Rennen eine Top-10-Platzierung. Ab dem Jänner 2017 wurde Lisa Hauser jedoch von Erkrankungen geplagt, bei den Titelkämpfen im heimischen Hochfilzen lief sie die schlechtesten Rennen des Winters; die österreichische Damenstaffel wurde nach einem Fehler am Schießstand durch Julia Schwaiger disqualifiziert. Kurze Zeit darauf gewann sie im finnischen Kontiolahti ihr erstes Weltcuprennen, in der Single-Mixed-Staffel ging sie wieder mit Simon Eder an den Start, die österreichische Mannschaft konnte sich aber in diesem Rennen gegen die Konkurrenz durchsetzen und gewann das Rennen vor Susan Dunklee und Lowell Bailey aus den Vereinigten Staaten und Laura Dahlmeier und Roman Rees aus Deutschland.
Hauser, die nach der Auflösung der „Biathlonschmiede“ 2018 wieder ins ÖSV-Team integriert wurde, bestätigte ihre Ergebnisse auch in den folgenden Wintern. Gemeinsam mit Simon Eder fuhr sie im November 2017 ihren zweiten Weltcupsieg in der Single-Mixed-Staffel ein und erreichte in weiteren Wettkämpfen dieser Disziplin das Podest. In Einzelrennen platzierte sie sich mehrmals unter den besten Zehn; im Gesamtweltcup war sie mit Ergebnissen zwischen dem 15. und dem 30. Rang durchweg beste Österreicherin. Bei ihrer zweiten Olympiateilnahme verpasste Hauser mit einem 41. Platz im Einzel und einem 62. Platz im Sprint (sowie Rang 10 mit der Mixed-Staffel) vordere Ergebnisse, während sie bei den Weltmeisterschaften 2019 sowie 2020 mehrmals die Top Ten erreichte. Ihr bestes Einzelresultat war dabei ein siebter Platz im 15-Kilometer-Rennen 2019, bei dem sie nach einem fehlerfreien Wettkampf gut 20 Sekunden Rückstand auf die drittplatzierte Justine Braisaz hatte.

### Weltmeistertitel und Etablierung in der Weltspitze (seit 2020)

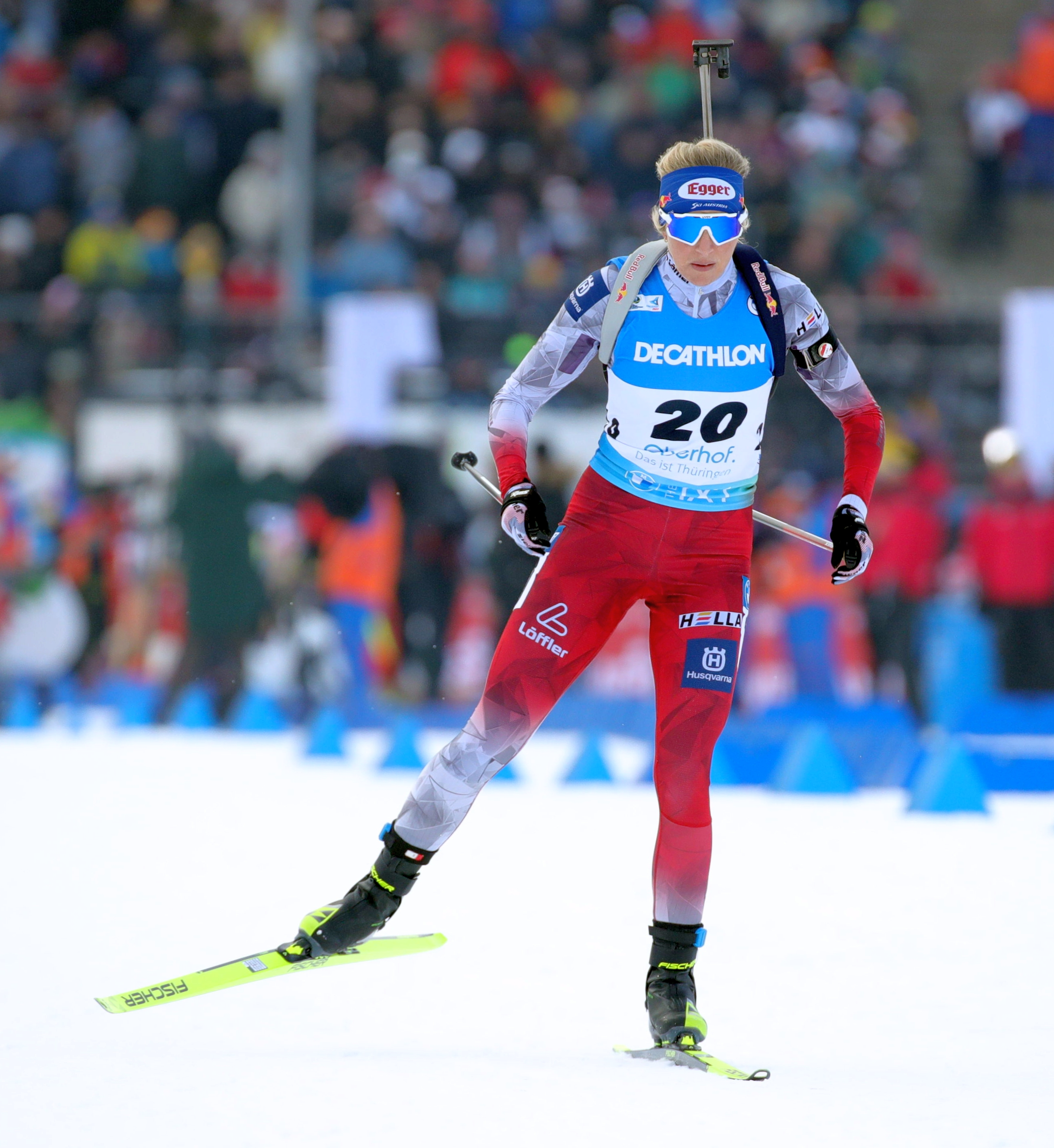
Lisa Hauser in Oberhof (2023)

In der Weltcup-Saison 2020/21 konnte Hauser ihre bis dahin besten Ergebnisse liefern. Nach konstant guten Leistungen in den ersten Weltcupstationen der Saison errang sie im Jänner 2021 mit drei dritten Plätzen (zweimal Sprint und einmal Verfolgung) in Oberhof ihre ersten Podiumsplatzierungen. Eine Woche später konnte sie auch ihren ersten Weltcupsieg im Einzel in Antholz feiern. Beim Saisonhöhepunkt, den Weltmeisterschaften auf der Pokljuka, holte Hauser ihre erste WM-Medaille. In der Mixed-Staffel erreichte sie gemeinsam mit Dunja Zdouc, David Komatz und Simon Eder die Silbermedaille. Nur wenige Tage später gewann sie nach Platz neun im Sprint in der Verfolgung ebenfalls Silber. Dadurch wurde sie nach Andrea Grossegger 1984 die zweite Österreicherin, die bei Weltmeisterschaften eine Einzelmedaille gewinnen konnte. Zum Abschluss der Weltmeisterschaften blieb Hauser im Massenstart als einzige Athletin ohne Fehlschuss und wurde als erste österreichische Biathletin Weltmeisterin. Sie beendete den Winter auf dem sechsten Rang des Weltcup-Gesamtklassements und siegte punktgleich mit Dorothea Wierer in der Einzel-Disziplinenwertung.
Auch in den folgenden Wintern 2021/22 und 2022/23 platzierte sich Hauser unter den besten zehn Athletinnen der Gesamtwertung im Weltcup und stand in mehreren Einzelrennen auf dem Podest. Sie feierte in den beiden Jahren insgesamt drei weitere Weltcupsiege: im Dezember 2021 bei einem Sprintrennen in Östersund sowie im Dezember 2022 beim Sprint in Kontiolahti und beim Massenstart in Annecy-Le Grand-Bornand. Hauser sprach davon, dass der Druck durch das größere öffentliche Interesse gegenüber der Saison 2020/21 deutlich angestiegen sei: Im Sommer 2021 habe sie für Training und Regeneration weniger Zeit und Ruhe gehabt als sie es sich gewünscht habe. Die Ergebnisse im Weltcup des Folgewinters betrachtete sie deswegen als „schwerer erkämpft“. Bei den Olympischen Winterspielen 2022 in Peking belegte sie als bestes Ergebnis Rang vier im Sprint, wobei sie nach einem Rennen ohne Schießfehler die Bronzemedaille um zehn Sekunden verpasste. Zusammen mit David Komatz gewann sie bei den Weltmeisterschaften 2023 in Oberhof Silber in der Single-Mixed-Staffel und damit die einzige österreichische WM-Medaille. Das Duo zeigte im gesamten Wettkampf mit sechs benötigten Nachladepatronen die beste Schießleistung.
Auf die Saison 2023/24 bereitete sich Hauser zusammen mit dem von Sandra Flunger betreuten Schweizer Team vor. Sie knüpfte im Winter nicht an die Ergebnisse der Vorjahre an und erreichte in Einzelrennen kein Ergebnis unter den ersten fünf, dafür aber einen dritten Rang mit Simon Eder in der Single-Mixed-Staffel von Antholz. Im Gesamtweltcup löste Anna Gandler Hauser als bestplatzierte Österreicherin ab.

### Trivia
Beim Massenstart im Jänner 2017 in Oberhof trat Lisa Hauser ihrer deutschen Konkurrentin Vanessa Hinz im Anstieg aus Versehen auf den Stock, woraufhin Hinz ihren Stock verlor und den Rest des Anstieges mit nur einem Stock hätte bewältigen müssen. Obwohl es sich um einen normalen Rennunfall gehandelt hatte und Hauser keine Schuld traf, gab sie daraufhin einen ihrer Stöcke an Hinz weiter. Hauser stürzte kurze Zeit später in der Abfahrt und beendete das Rennen vorzeitig. Für diese Handlungsweise wurde sie vom Deutschen Olympischen Sportbund (DOSB) und dem Verband Deutscher Sportjournalisten (VDS) mit dem Fair Play Preis des Deutschen Sports 2017 ausgezeichnet.

## Persönliches
Lisa Hauser ist mit dem Biathlet Lorenz Wäger liiert.

## Statistik

### Platzierungen im Biathlon-Weltcup
Die Tabelle zeigt alle Platzierungen (je nach Austragungsjahr einschließlich Olympische Spiele und Weltmeisterschaften).
- 1.–3. Platz: Anzahl der Podiumsplatzierungen
- Top 10: Anzahl der Platzierungen unter den ersten zehn (einschließlich Podium)
- Punkteränge: Anzahl der Platzierungen innerhalb der Punkteränge (einschließlich Podium und Top 10)
- Starts: Anzahl gelaufener Rennen in der jeweiligen Disziplin
- Staffel: inklusive Mixed- und Single-Mixed-Staffeln

| Platzierung               | Einzel | Sprint | Verfolgung | Massenstart | Staffel | Gesamt |
| ------------------------- | ------ | ------ | ---------- | ----------- | ------- | ------ |
| 1. Platz                  | 1      | 2      |            | 2           | 2       | 7      |
| 2. Platz                  | 1      | 1      | 1          |             | 7       | 10     |
| 3. Platz                  |        | 2      | 1          | 1           | 2       | 6      |
| Top 10                    | 12     | 14     | 19         | 13          | 52      | 110    |
| Punkteränge               | 24     | 71     | 61         | 34          | 79      | 269    |
| Starts                    | 29     | 85     | 67         | 36          | 81      | 298    |
| Stand: Saisonende 2023/24 |        |        |            |             |         |        |

### Weltcupsiege
| Nr. | Datum         | Ort              | Disziplin   |
| --- | ------------- | ---------------- | ----------- |
| 1.  | 21. Jan. 2021 | Antholz          | Einzel      |
| 2.  | 21. Feb. 2021 | Pokljuka (WM)    | Massenstart |
| 3.  | 2. Dez. 2021  | Östersund        | Sprint      |
| 4.  | 3. Dez. 2022  | Kontiolahti      | Sprint      |
| 5.  | 18. Dez. 2022 | Le Grand-Bornand | Massenstart |

| Nr. | Datum         | Ort         | Disziplin              |
| --- | ------------- | ----------- | ---------------------- |
| 1.  | 12. März 2017 | Kontiolahti | Single-Mixed-Staffel 1 |
| 2.  | 26. Nov. 2017 | Östersund   | Single-Mixed-Staffel 1 |

### Olympische Winterspiele
Ergebnisse bei Olympischen Winterspielen:
|                                             | Einzelwettbewerbe | Einzelwettbewerbe | Einzelwettbewerbe | Einzelwettbewerbe | Staffelwettbewerbe | Staffelwettbewerbe |
| Sprint                                      | Verfolgung        | Einzel            | Massenstart       | Damenstaffel      | Mixedstaffel       |                    |
| ------------------------------------------- | ----------------- | ----------------- | ----------------- | ----------------- | ------------------ | ------------------ |
| Olympische Winterspiele 2014 \| Sotschi     | 27.               | 38.               | 35.               | –                 | –                  | 8.                 |
| Olympische Winterspiele 2018 \| Pyeongchang | 62.               | –                 | 41.               | –                 | –                  | 10.                |
| Olympische Winterspiele 2022 \| Peking      | 4.                | 7.                | 17.               | 11.               | 9.                 | 10.                |

### Weltmeisterschaften
Ergebnisse bei Biathlon-Weltmeisterschaften
| Weltmeisterschaft | Weltmeisterschaft | Einzel | Sprint | Verfolgung | Massenstart | Staffel | Mixedstaffel | Single-Mixedstaffel |
| Jahr              | Ort               | Einzel | Sprint | Verfolgung | Massenstart | Staffel | Mixedstaffel | Single-Mixedstaffel |
| ----------------- | ----------------- | ------ | ------ | ---------- | ----------- | ------- | ------------ | ------------------- |
| 2013              | Nové Město        | –      | –      | –          | –           | 19.     | –            |                     |
| 2015              | Kontiolahti       | 26.    | 24.    | 21.        | 13.         | 10.     | 5.           |                     |
| 2016              | Oslo              | 13.    | 16.    | 20.        | 21.         | 12.     | 5.           |                     |
| 2017              | Hochfilzen        | 61.    | 23.    | 26.        | 25.         | DSQ     | 9.           |                     |
| 2019              | Östersund         | 7.     | 70.    | –          | –           | 16.     | –            | 8.                  |
| 2020              | Antholz           | 51.    | 17.    | 8.         | 9.          | 12.     | 8.           | 6.                  |
| 2021              | Pokljuka          | 4.     | 9.     | 2.         | 1.          | 7.      | 2.           | 6.                  |
| 2023              | Oberhof           | 32.    | 13.    | 27.        | 9.          | 5.      | 4.           | 2.                  |
| 2024              | Nové Město        | 22.    | 34.    | 22.        | 6.          | 8.      | –            | 9.                  |

## Auszeichnungen
- 2021: Tirolerin des Jahres[13]